# Claude Nicolas François Colchen
Pour les articles homonymes, voir Colchen.
Claude Nicolas François Colchen (1755-1833) est un magistrat et homme politique français. 

## Biographie
Claude Nicolas François Colchen, naît le 22 juillet 1755 à Metz, paroisse Saint-Victor. Il est reçu procureur et secrétaire interprète au Parlement de Metz le 13 décembre 1793. Colchen est nommé juge à la Cour d'appel de Metz en 1800. Nommé Procureur général, par intérim, en 1803, il est nommé chevalier de la Légion d'honneur en 1805. En 1811, Claude Nicolas François Colchen est nommé président au Tribunal de Metz. 
En 1808, Claude Nicolas Colchen est élu aux élections législatives. Il siège du 18 février 1808 au 4 juin 1814, pour la circonscription de la Moselle. Il siège pour un nouveau mandat de député de la Moselle au corps législatif de juin 1814 au 20 mars 1815. Il sera plus tard promu officier de la Légion d'honneur avant d'être nommé Président de la cour royale de Metz.
Claude Nicolas François Colchen décéda à Paris le 22 juin 1833.

## Distinctions
- Officier de la Légion d'honneur.

## Pour approfondir